# Michael Flegler
Michael Flegler (11 dicembre 1972) è uno schermidore tedesco, vincitore di una medaglia d'oro e due d'argento ai campionati mondiali di scherma.

## Palmarès
In carriera ha conseguito i seguenti risultati:
- Mondiali di scherma

Atene 1994: argento nella spada a squadre.
L'Aia 1995: oro nella spada a squadre.
Città del Capo 1997: argento nella spada a squadre.
- Europei di scherma

Cracovia 1994: bronzo nella spada individuale.
Bolzano 1999: bronzo nella spada a squadre.
Coblenza 2001: argento nella spada a squadre.